# Wereldkampioenschappen zeilwagenrijden 2018
De wereldkampioenschappen zeilwagenrijden 2018 waren door de Internationale Vereniging voor Zeilwagensport (FISLY) georganiseerde kampioenschappen voor zeilwagenracers. De 15e editie van de wereldkampioenschappen vond plaats in het Duitse Sankt Peter-Ording van 29 september tot 5 oktober 2018. Er namen 150 piloten uit 20 landen deel.

## Uitslagen
| klasse   | Goud                | Zilver           | Brons           |
| -------- | ------------------- | ---------------- | --------------- |
| Standart | Kevin Mingot        | Dominique Pageot | Graeme Grant    |
| Klasse 2 | Xavier Godet        | Jens Markowitz   | Henri Demuysere |
| Klasse 3 | Egon Plovier        | Antoine Giret    | Olivier Imbert  |
| Klasse 5 | Aurélien Morandière | Alban Morandière | Brice Petit     |